# Caps Lock

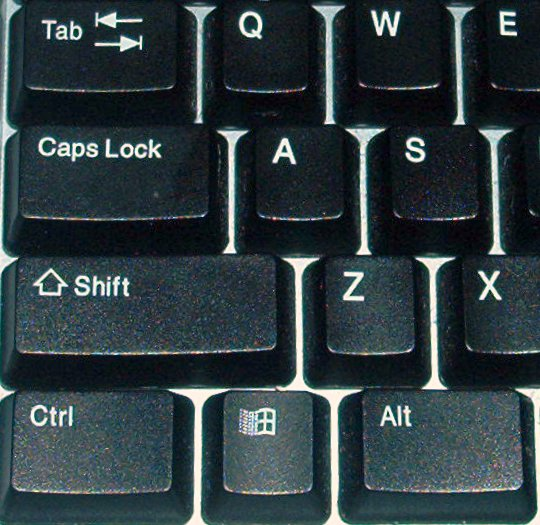
A Caps Lock gomb egy személyi számítógép billentyűzetén

A Caps Lock a számítógép billentyűzetének egyik billentyűje. Lenyomására a számítógép a billentyűzetről értelmezett betűket alapértelmezésként nagybetűnek fogadja el. Az általános QWERTY billentyűzeteken a Caps Lock leütése nem változtat a számokat vagy nem betűket jelölő billentyűk jelein.
Néhány billentyűzeten, például Franciaországban, vagy a régebbi gépeknél, mint a Commodore 64, vagy az írógépeknél ismert még a Shift Lock billentyű is. Ez hasonlít a „Caps Lock”-ra, azzal a különbséggel, hogy ennek lenyomása esetén a számokat és az írásjeleket tartalmazó billentyűk által visszaadott karakterek is megváltoznak. Eredetileg a „Shift Lock” a mechanikus írógépekről származik, ahol kétsoros kis kalapácsok ütötték a karaktereket a papírra.

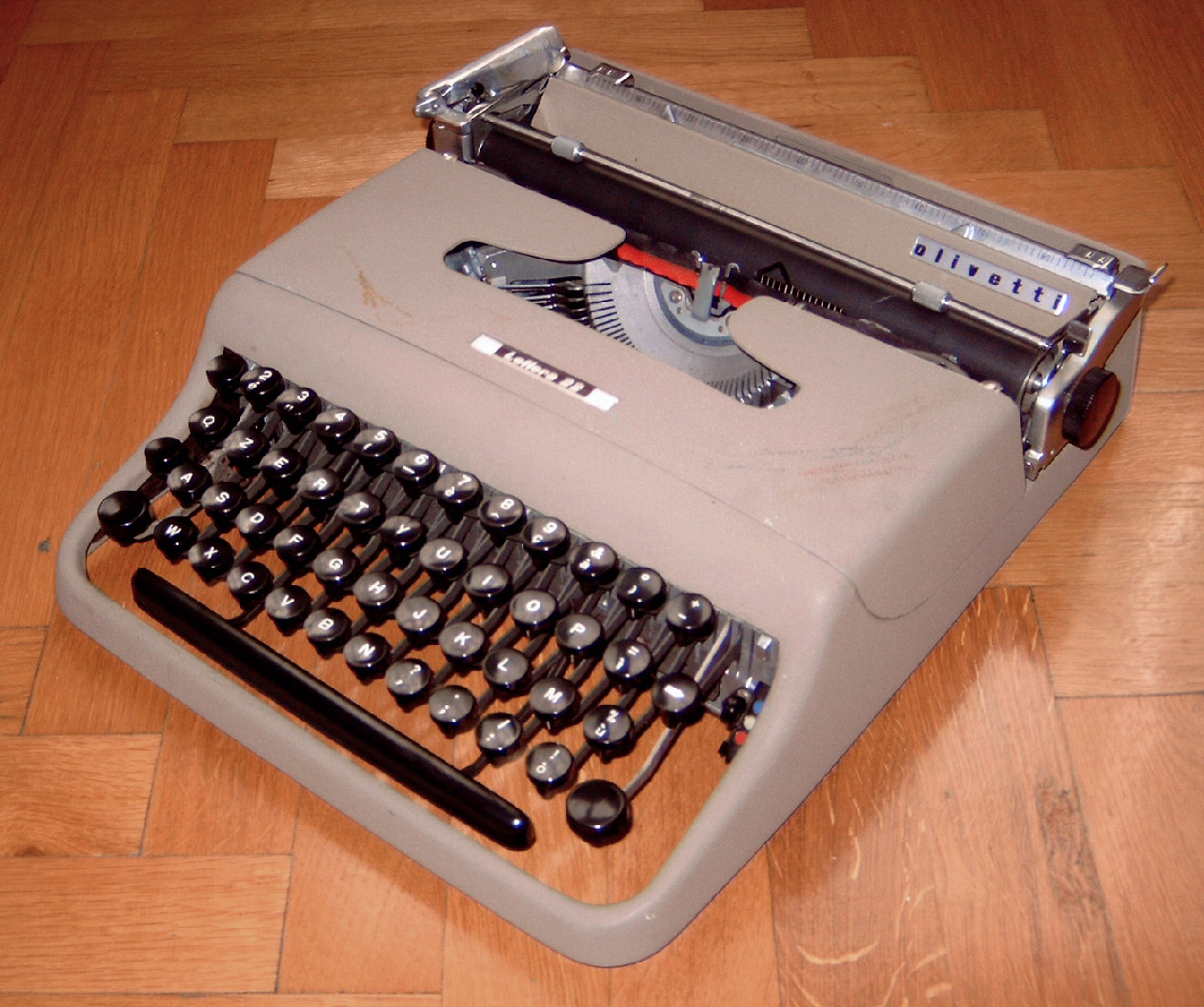
A bal szélső oszlop alulról második billentyűje az emeltyűrögzítő (Shift Lock) billentyű

Alapértelmezésként az alsó sor jelent meg, a felső sor használatához le kellett nyomni a „Shift” (magyar írógépeken: „Váltó”) billentyűt (ez mechanikusan megemelte a szerkezetet). Hosszabb ideig kényelmetlen volt nyomva tartani a „Shift” gombot, ezért alkalmazták a „Shift Lock”-ot (magyar írógépeken: „Váltó zár”), mely rögzítette ezt az állapotot. Az alapállapotba való visszatéréshez ismét meg kellett nyomni a „Shift Lock” billentyűt, mely így kikapcsolódott.

## Megjelenés a kultúrában
Eredetileg a „Caps Lock”-ot azért vezették be, hogy ha egy hosszabb szöveget akarunk írni nagybetűkkel, akkor ne kelljen folyamatosan nyomva tartani a „Shift” billentyűt. Azonban a modern stílus kifejlődésével, a fejlécet kezelő programokkal a „Caps Lock” szerepe lecsökkent.
Az internetes fórumokon és csetszobákban a folyamatos nagybetűkkel írt üzenetet a kiabálás jeleként értelmezik. Használata nemkívánatos, sok helyen a hozzászólásokat figyelő robotok tiltást alkalmaznak ilyen esetekben. Az a felhasználó, aki folyamatosan bekapcsolt „Caps Lock”-kal ír, megkapja valakitől a „ne kiabálj!” vagy a „caps off” üzenetet.
A „Caps Lock” folyamatos használata esetén az embert gyorsan kezdőnek bélyegzik, olyannak, aki nem képes kontrollálni a saját írásmódját. Ha be van kapcsolva a „Caps Lock” és úgy nyomjuk meg a „Shift” billentyűt, akkor a betűk újra kisbetűk lesznek.
A Caps Lock problémát jelenthet a jelszavak megadásakor, mivel a legtöbb rendszer a jelszavak megadásánál megkülönbözteti a kis- és nagybetűket. Sok esetben, amikor a felhasználó felhívja a rendszerügyeletet a bejelentkezési problémájával, az operátor megkérdezi a „Be van kapcsolva a Caps Lock billentyű?” mondatot. A fejlettebb rendszerek kijelzik és/vagy figyelmeztetnek a jelszó begépelésénél arra, ha be van kapcsolva a „Caps Lock”.
Ahol a billentyűzetet használják a számítógépes játékoknál, ott sokszor alkalmazzák a „Caps Lock” billentyűt is valamilyen feladatra. Tipikusan azért, mert relatíve nagy, és könnyen elérhető helyen fekszik.
2002-ben az internet felhasználói október 22-ét jelölték meg a Hivatalos Caps Lock-napnak. Ezen a napon többen bekapcsolt „Caps Lock” billentyűzettel írtak.